# Hipòlit (senador)
Hipòlit (en llatí Hippolytus, Ἱππόλυτος) va ser un suposat senador romà, mencionat per Jeroni d'Estridó, que va fer escrits a favor del cristianisme i contra els gentils. En realitat la seva personalitat és discutida: uns suposen que era el bisbe Hipòlit de Portus Romanus i altres el suposen un màrtir esmentat als martirologis, que hauria patit martiri sota Valerià I, i altres encara un tercer Hipòlit, també màrtir.